# Rio Flechal
Rio Flechal är ett vattendrag i Brasilien.   Det ligger i delstaten Amapá, i den norra delen av landet, 2 000 km norr om huvudstaden Brasília.
Trakten runt Rio Flechal består till största delen av jordbruksmark. Trakten runt Rio Flechal är nära nog obefolkad, med mindre än två invånare per kvadratkilometer.